# International German Open 2013
International German Open 2013 — тенісний турнір, що проходив на ґрунтових кортах у місті Гамбург, Німеччина з 15 липня. Належав до категорії ATP World Tour 500, був турніром серії Hamburg European Open 2013 року.

## Фінальна частина

### Одиночний розряд
Фабіо Фоніні —  Федеріко Дельбоніс 4–6, 7–6(10–8), 6–2

### Парний розряд
Маріуш Фирстенберг /  Марцин Матковський —  Александер Пея /  Бруно Соарес 3–6, 6–1, [10–8]